# Ciudad Juárez
Ciudad Juárez (nevének jelentése: Juárez Város) egy nagyváros Mexikó északi határán, Chihuahua államban. Az állam legnépesebb városa, de nem a fővárosa. 2010-ben lakóinak száma 1 321 004 fő volt. A város világszerte hírhedt rossz közbiztonságáról és a sok gyilkosságról, amit itt elkövetnek, főként a drogháború felszámolásáért indított kormányzati fellépés kezdete (2006) óta. Ez a fő oka annak, hogy az utóbbi években több százezren hagyták el a várost (többségük El Pasóba települt át) és az üzletek nagy része is tönkrement, bezárt.

## Földrajz

### Fekvése
A város Chihuahua állam északi határán fekszik a Chihuahua-sivatag területén, a Río Bravo del Norte jobb (déli) partján. Ez a folyó az USA területén (Texas államban) fekvő El Paso várostól választja el, mellyel együtt Ciudad Juárez egy több mint 2 milliós nemzetközi agglomerációt alkot.
A település mintegy 1150–1200 méteres tengerszint feletti magasságban fekszik, területe enyhén emelkedik észak felé, nyugaton és délnyugaton pedig egy mintegy 600 méteres relatív magasságú kis hegység, a Sierra de Juárez határolja (bár az utóbbi években már ettől a hegységtől délre is terjeszkedni kezdett a város). Ennek a hegységnek a város felőli oldalán rakták ki hatalmas, műholdképen is jól kivehető betűkből a következő feliratot: „CD JUAREZ LA BIBLIA ES LA VERDAD LEELA”, vagyis „Ciudad Juárez, a Biblia az igazság, olvasd!”

### Éghajlat
Ciudad Juárez éghajlata sivatagos: általában forró, de a téli hónapok éjszakái alatt keményebb fagyok is előfordulhatnak. Az eddigi legnagyobb meleg 44,0 °C volt, egyszer pedig -13,4 °C-os fagyot mértek. A hónapok 7,8 és 28,7 fok között változik, a legmelegebb hónap a július, a leghidegebb a január. Csapadék kevés hullik, éves átlagban mindössze 268 mm, ennek is nagy része (csaknem 60%-a) három hónap (július, augusztus és szeptember) alatt, így a többi kilenc hónap szélsőségesen száraz.
| Hónap                                   | Jan.  | Feb. | Már. | Ápr. | Máj. | Jún. | Júl. | Aug. | Szep. | Okt. | Nov.  | Dec.  | Év    |
| --------------------------------------- | ----- | ---- | ---- | ---- | ---- | ---- | ---- | ---- | ----- | ---- | ----- | ----- | ----- |
| Rekord max. hőmérséklet (°C)            | 27,0  | 28,6 | 32,9 | 35,2 | 38,4 | 44,0 | 42,5 | 41,5 | 38,5  | 35,2 | 30,1  | 34,0  | 44,0  |
| Átlagos max. hőmérséklet (°C)           | 14,9  | 18,4 | 22,4 | 26,1 | 30,6 | 36,2 | 35,6 | 34,1 | 31,1  | 26,1 | 19,6  | 15,7  | 25,9  |
| Átlaghőmérséklet (°C)                   | 7,8   | 10,4 | 14,2 | 17,8 | 22,5 | 28,0 | 28,7 | 27,2 | 24,1  | 18,5 | 11,9  | 8,1   | 18,3  |
| Átlagos min. hőmérséklet (°C)           | 0,6   | 2,4  | 6,0  | 9,5  | 14,4 | 19,7 | 21,7 | 20,4 | 17,1  | 11,0 | 4,3   | 0,6   | 10,7  |
| Rekord min. hőmérséklet (°C)            | −12,3 | −9,4 | −8,2 | −3,0 | 3,0  | 12,0 | 14,5 | 13,0 | 8,2   | −1,3 | −13,4 | −10,0 | −13,4 |
| Átl. csapadékmennyiség (mm)             | 17    | 13   | 4    | 7    | 10   | 13   | 45   | 47   | 64    | 26   | 8     | 13    | 268   |
| Forrás: Servicio Meteorológico Nacional |       |      |      |      |      |      |      |      |       |      |       |       |       |

## Közlekedés
A város fontos közlekedési csomópont: határátkelője az egyik legforgalmasabb átkelő Mexikó és az USA között. Innen indul az ország belseje felé Mexikó egyik legjelentősebb főútja, a 45-ös, és áthalad a város területén a két óceánt nagyjából a határ mentén összekötő 2-es főút is.
Két vasútvonal is kiindul Ciudad Juárezből: a legfontosabb a Chihuahuán és Zacatecason keresztül a főváros irányába vezető, a másik pedig egy mellékvonal, mely La Junta városáig vezet.
A város mellett található az Abraham González nemzetközi repülőtér.

## Népesség
A település népessége a múltban óriási ütemben növekedett, de a közbiztonság romlása miatt az utóbbi időkben a növekedés szembetűnően lelassult:
| Év   | Lakosság  |
| ---- | --------- |
| 1990 | 789 522   |
| 1995 | 995 770   |
| 2000 | 1 187 275 |
| 2005 | 1 301 452 |
| 2010 | 1 321 004 |

## Története

### Előzmények, alapítás és az első idők
A környék ősidők óta lakott volt. A spanyolok megérkezésekor az itt élő indián törzsek közül a legjelentősebbek a sumák és a mansók voltak, ez utóbbiak hajukat leborotválva jártak, a férfiak meztelenül, a nők alsó testüket takarták el szarvasbőrből készül ruhákkal. Az első európaiak, akik a területre érkeztek, Álvar Nuñez Cabeza de Vaca (akinek kísérője, a marokkói Estebanico volt az első néger, aki betette a lábát a környékre), Alonso del Castillo Maldonado és Andrés Dorantes de Carranza voltak. Ők a mai Florida partjaitól (ahol hajótörést szenvedtek) nyugat felé haladva szelték át a kontinenst, végül a mai Sinaloáig jutottak. Közben számos barátságos és ellenséges indián törzzsel találkoztak, még fogságba is estek.
1659-ig, amíg megalapították a mai várost, még számos spanyol felderítő és hittérítő út érintette a vidéket, többnyire ferences misszionáriusok érkeztek a területre. A leghíresebb átutazó Juan de Oñate volt, aki a samalayucai dűnéken átkelve 1598-ban érte el a Río Bravo del Norte folyót, majd továbbhaladt északra a mai Új-Mexikó területére, ahol megalapította annak akkori fővárosát, San Juan de los Caballeros (későbbi nevén San Juan Pueblo, 2005-től pedig Ohkay Owingeh) közelében.
1659. december 8-án García de San Francisco a mai Ciudad Juárez helyén létrehozta a Conversión nevű indián-térítő missziót, melyet később már Misión de Nuestra Señora de Guadalupe néven neveztek, és amely köré később a település felépült. 1826-ban Villa Paso del Norte lett a neve, mai elnevezését pedig 1888. július 24-én kapta meg. 1662-ben kezdték el építeni első templomát, a Guadalupei Szűzanya tiszteletére. Az építkezés 6 évig tartott.
1680-ban az indiánok támadása miatt a Santa Fe-i spanyolok visszavonultak Paso del Nortébe és 1693-ig maradtak, amikor is több és jobb fegyverzettel felszerelkezve visszatértek városukba. A vad indiánok, főként az apacsok Paso del Nortét is fenyegették, de a várost helyőrség védte. Az egész 18. század a velük való folyamatos harc jegyében telt, bár eközben stratégiai fontosságú helyen való fekvése miatt a város a kereskedelemnek köszönhetően lassan fejlődött is.

### 19. század

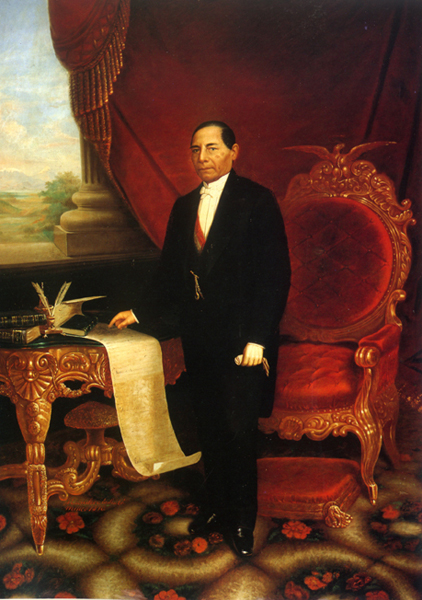
Benito Juárez elnök, a város névadója

A század első fele a kereskedelem fejlődésével telt, viszont 1846-ban elérte a háború ezt a vidéket is. December 25-én a várostól északra, egy Temascalitos nevű helyen ütközött meg egymással Antonio Ponce de León mexikói és Alejandro Doniphan amerikai serege. Az összecsapás a nagyobb létszámú utóbbi csapat győzelmével zárult, a mexikóiak először visszavonultak a városba, majd azt is kiürítették, így két nap múlva megszállták az amerikaiak. A háborút lezáró 1848-as Guadalupe Hidalgó-i béke értelmében a város elvesztette a Río Bravo del Norte folyó bal partján fekvő területeit.
A francia megszállás idején, 1865. augusztus 14-én Mexikó akkori elnöke, Benito Juárez a fővárosból ide helyezte át székhelyét, így csaknem egy évig, 1866. június 10-ig ez a város volt tekinthető az ország fővárosának. Később az ő tiszteletére kapta meg Ciudad Juárez a mai nevét.
1897-ben indult útjára a városból az első vasúti szerelvény. A század végén egy csatorna építésével alakult ki a folyóban a Córdoba-sziget (Isla de Córdoba), melynek lakóit azonban az amerikaiak egy kerítés építésével fél oldalról szinte „bebörtönözték”, a mexikói oldaltól pedig magas vízállás esetén a folyó választotta el őket. A helyzet csak 1949-ben rendeződött, amikor híd épült Ciudad Juárez felé, majd 1959-ben megindult a nemzetközi forgalom is a területen keresztül.

### 20. század
Nem sokkal a forradalom előtt, 1909-ben Porfirio Díaz mexikói és William Howard Taft amerikai elnök először El Pasóban, majd Ciudad Juárezben tárgyalt egymással. A forradalom során először 1911. május 10-én vette be a várost a maderista sereg, ez a győzelem pedig Díaz elnök lemondását vonta maga után. 1913. november 15-én újra a forradalmárok Pancho Villa vezette seregének birtokába került a város, melyet később a huertista José Inés Salazar megkísérelt visszafoglalni: ekkor került sor a nagy jelentőségű Tierra Blanca-i csatára, mely azonban a Villa győzelmével és a huertisták hatalmas vereségével zárult.
Még korábban, 1906-ban alakult meg a település egyik jelentős iskolája, az Escuela Superior de Agricultura Hermanos Escobar nevű mezőgazdasági oktatási intézmény, mely egészen 1993-ig működött. 1910-ben avatták fel a községi könyvtárat, 1919-ben pedig légipostai összeköttetés létesült az állam fővárosával, Chihuahuával. 1923-ban megnyílt a DW whisky-gyár, 1924-ben elkezdték az utcák kövezését, 1929-ben pedig a városba vezető országút nyílt meg, valamint a légipostai kapcsolat Mexikóvárossal. 1930-ban szöggyár, 1931-ben pedig gázszolgáltató társaság létesült. 1933-ban megnyílt a Cruz Blanca (Fehér Kereszt) nevű sörfőzde, 1939-ben olajfinomító kezdte meg működését. Az első tévék 1952-ben jelentek meg a városban. 1965-ben alapították az első ipari parkot, ahol maquiladorák működnek, 1973-ban pedig létrejött a Ciudad Juárez-i Autonóm Egyetem.

## Sport
A város labdarúgócsapata a 2005-ben alapított Indios (Indiánok) volt, de ez anyagi nehézségek és egyéb problémák miatt 2012-ben megszűnt. Azonban a klub még ugyanabban az évben Indios de la Universidad Autónoma de Ciudad Juárez (A Ciudad Juárez-i Autonóm Egyetem Indiánjai) néven újjáalakult. Jelenleg a harmadosztályú bajnokságban szerepel. 2015-ben létrejött az FC Juárez is, amely rögtön a másodosztályban kezdte meg szereplését.
Ciudad Juárez legnagyobb stadionja az 1981-ben felavatott, 22 000 néző befogadására alkalmas Estadio Olímpico Benito Juárez.